# Xylocoridea
Xylocoridea is een geslacht van wantsen uit de familie bloemwantsen (Anthocoridae). Het geslacht werd voor het eerst wetenschappelijk beschreven door Odo Reuter in 1876.

## Soorten
Het genus bevat de volgende soort:

- Xylocoridea brevipennis Reuter, 1876